# Let Me Be Your Knight
Let Me Be Your Knight (en hangul, 너의 밤이 되어줄게; romanización revisada, Neoui Bam-i Doeeojulge) es una serie de televisión surcoreana en curso dirigida por Ahn Ji-sook y escrita por Seo Jeong- eun y Yoo So-won. Protagonizada por Jung In-sun junto con miembros de la banda ficticia Moon: Lee Jun-young , Jang Dong-joo , Kim Jong-hyun , Kim Dong-hyun y Yoon Ji-sung, la serie muestra un romance entre un ídolo estrella mundial que sufre de sonambulismo y un médico residente que debe tratarlo en secreto. La serie se estrenó en SBS TV el 7 de noviembre de 2021 y se transmite todos los domingos a las 23:05 (KST). También está disponible simultáneamente para transmisión en iQIYI en territorios seleccionados.

## Sinopsis
Esta serie sigue al cantante principal de una popular banda ídol Moon, Yoon Tae-in (Lee Jun young)quien sufre de sonambulismo. Para curar su condición en secreto, busca la ayuda de un médico residente en Yoon-ju para curar su condición.

## Reparto

### Principal
- Jung In-sun como In Yoo ju, 29 años, médico residente que trata al líder de Moon, Yoon Tae-in por su condición.[4]
- Kang Seon-joo, 29 años, hermana gemela idéntica de Yoon-ju, su nombre estadounidense es Catherine Sunju Kang y su nombre coreano es In Seon-joo. Fue adoptada en los Estados Unidos a la edad de 11 años.

### Miembros de Moon
- Lee Jun-young como Yoon Tae-in - 25 años, líder, vocalista principal y productor de Luna.
- Jang Dong-joo como Seo Woo-yeon, 25 años, guitarrista y sub vocalista de Moon.[5]
- Kim Jong-hyun como Lee Shin - 23 años, bajista y sub vocalista de Moon.[6]
- Yoon Ji-sung como Kim Yoo-chan - 26 años, baterista y sub vocalista de Moon.[7]
- Kim Dong-hyun como Woo Ga-on - 21 años, tecladista, sub vocalista de Moon.[8][9]

### Otros
- Kim Kyung-ho como Sang-hoon.[10]
- Seo Hye-won como Jeong Ba-reun, 29 años, la mejor amiga de Yoon-ju, dueña de un café.[11]
- Shin Ha-young como Chae Ji-yeon, 33 años, tiene una relación secreta con Lee Shin de Moon, el actor de Jang Enter.[12][13]
- Kwak Jae-hyung como Representante Moon a finales de los 40, CEO de MM Enter, al que Moon pertenece.
- Choi Hwani como Gil Soonnam, 29 años, empleado de MM Enter, Gerente / Director de 'Moon'.
- Lee Se-chang como Representante Jang en los 40, CEO de la agencia de entretenimiento Jang Enter.
- Park Ji-won como Hyobin de 21 años, miembro de MM Entertainment, uno de los mejores cantantes solistas de Corea.
- Joo-ah como Kim Yeon-jeong, escritor de la emisora.[14]

### Aparición especial
- Lee Jae-yoon como un maestro de judo.
- Kang Ji-young como Nina, una cantautora de la agencia de Luna.[15]

## Premios y nominaciones
| Año  | Categoría                                                    | Premio               | Nominado(a)   | Resultado |
| ---- | ------------------------------------------------------------ | -------------------- | ------------- | --------- |
| 2021 | Excellence Award, Actor in a Miniseries Romance/Comedy Drama | 2021 SBS Drama Award | Lee Jun-young | Nominado  |
| 2021 | Best Character Award, Actress                                | 2021 SBS Drama Award | Jung In-sun   | Nominada  |

## Producción
Se confirmó que Lee Jun-young aparecería como el personaje principal de la serie el 22 de noviembre de 2019. El 30 de agosto de 2021, se confirmó el elenco de la miniserie.  Se reveló que Jung In-sun , Lee Jun-young, Jang Dong-ju, Kim Jong-hyun, el cantante Yoon Ji-sung y Kim Dong-hyun aparecerán como personajes principales de la serie. El sitio de lectura de guiones fue revelado el 28 de septiembre mediante la publicación de fotografías. Una semana después, el 5 de octubre, se lanzaron imágenes detrás de escena del conjunto de la banda Moon.

## Lanzamiento
Let Me Be Your Knight se lanza en Japón, Hong Kong, Taiwán, Malasia, Indonesia, Filipinas, Vietnam y Tailandia, así como en todo el sudeste de Asia, América del Norte, América del Sur, Australia, Europa y Medio Oriente. El 9 de septiembre, se informó que Japón firmó un contrato con Corpus Korea, una empresa especializada en la distribución de contenido Hallyu en el extranjero . En el sudeste asiático y Taiwán, iQIYI International y en Hong Kong Now TV transmitirá la serie. Viki transmitirá la serie en Estados Unidos, Europa, Australia y Medio Oriente. Se estrenó en Corea del Sur en SBS TV el 7 de noviembre de 2021 y se transmite todos los domingos a las 23:05 ( KST).